# Nati nel 1495
| Questa pagina contiene informazioni ricavate automaticamente dalle voci biografiche con l'ausilio del template Bio e di un bot. L'aggiornamento è periodico e automatico e ricostruisce completamente la pagina. Se manca una persona in questa lista, sei pregato di non aggiungerla, ma accertati piuttosto che la sua voce biografica contenga il template Bio e che i dati anagrafici siano correttamente compilati. Se il template Bio manca, inseriscilo tu stesso o, in alternativa, metti l'avviso {{tmp\|Bio}} che ne segnala la mancanza. Se i dati riportati sono sbagliati, correggi direttamente la voce biografica; le modifiche saranno visibili in questa lista entro pochi giorni. Per chiarimenti vedi il progetto biografie. La lista contiene solo le 60 persone che sono citate nell'enciclopedia e per le quali è stato implementato correttamente il template Bio. Pagina aggiornata al 18 mag 2025. |

## Gennaio(1)
- 25 gennaio - Gian Giacomo Medici, nobile e condottiero italiano († 1555)

## Febbraio(2)
- 4 febbraio - Francesco II Sforza, storico italiano († 1535)
- 13 febbraio - Giacomo Puteo, cardinale e arcivescovo cattolico italiano († 1563)

## Marzo(3)
- 6 marzo - Luigi Alamanni, poeta italiano († 1556)
- 26 marzo - Michele Antonio di Saluzzo, generale italiano († 1528)
- 29 marzo - Leonhard Paminger, compositore austriaco († 1567)

## Aprile(1)
- 16 aprile - Pietro Apiano, astronomo, matematico e cartografo tedesco († 1552)

## Luglio(1)
- 5 luglio - Filippo Archinto, arcivescovo cattolico italiano († 1558)

## Agosto(2)
- 1º agosto - Jan van Scorel, pittore olandese († 1562)
- 24 agosto - Ottone I di Brunswick-Harburg, nobile tedesco († 1549)

## Settembre(3)
- 5 settembre - Giovanni Agostino Abate, storico italiano
- 18 settembre - Ludovico X di Baviera, duca († 1545)
- 24 settembre - Barbara di Brandeburgo-Ansbach-Kulmbach, nobildonna tedesca († 1552)

## Novembre(2)
- 1º novembre - Erhard Schnepf, teologo tedesco († 1558)
- 21 novembre - John Bale, vescovo cattolico, drammaturgo e storico inglese († 1563)

## Senza giorno specificato(45)
- Pascual de Andagoya, condottiero spagnolo († 1548)
- Claude d'Annebault, generale francese († 1552)
- Giorgio Aportano, umanista tedesco († 1530)
- Robert Barnes, religioso e teologo britannico († 1540)
- Marcin Bielski, scrittore, storico e drammaturgo polacco († 1575)
- Francesco Brea, pittore italiano († 1562)
- Giovanni Cambiaso, pittore italiano († 1579)
- Ottaviano Cane, pittore italiano († 1576)
- William Carey, nobile britannico († 1527)
- Costanza Rangoni, nobildonna italiana († 1567)
- Giovanni Filippo Criscuolo, pittore italiano
- Cesare Cybo, arcivescovo cattolico italiano († 1552)
- Francesco Dattaro, architetto italiano († 1576)
- Antonio de Mendoza, politico e cavaliere medievale spagnolo († 1552)
- Raffaellino del Colle, pittore italiano († 1566)
- Girolamo Doria, cardinale italiano († 1558)
- Miguel de Estete, scrittore e esploratore spagnolo
- Mary Fiennes, nobildonna inglese († 1531)
- Benedetto Fontanini, religioso italiano († 1556)
- Françoise de Foix, nobildonna francese († 1537)
- Lorenzo Gambara, umanista italiano († 1585)
- Pier Francesco Giambullari, scrittore italiano († 1555)
- Gian Matteo Giberti, vescovo cattolico italiano († 1543)
- Juan Gil, teologo spagnolo († 1556)
- Giovanni di Dio, tipografo spagnolo († 1550)
- Henry Grey, IV conte di Kent, nobile inglese († 1562)
- Vincenzo Guerrieri Gonzaga, politico e condottiero italiano († 1563)
- Hadim Mesih Pascià, politico ottomano († 1589)
- Melchior Hoffmann, religioso tedesco († 1543)
- Jacone, pittore italiano († 1554)
- Asakura Kagetaka, militare giapponese († 1543)
- Antonio Labacco, architetto italiano († 1570)
- Giorgio Lapazaya, matematico e presbitero italiano († 1570)
- Hans Lufft, tipografo e editore tedesco († 1584)
- Ennio Massari Filonardi, vescovo cattolico italiano († 1565)
- Matteo da Bascio, religioso italiano († 1552)
- Anne de Polignac, nobildonna francese († 1554)
- Scipione Sacco, pittore italiano († 1558)
- Diego de Siloé, architetto e scultore spagnolo († 1563)
- Girolamo Vivaldi, doge († 1577)
- Barbara Zápolya, sovrana († 1515)
- Matheo de Aranda, musicologo portoghese († 1548)
- Ferrante di Capua, nobile italiano († 1523)
- Alfonso di Castro, teologo spagnolo († 1558)
- Martin du Bellay, militare e storico francese († 1559)